# 朱抱真
朱抱真（1921年—2008年6月1日），男，直隶（今河北）秦皇岛人，中国气象学家，曾任中国科学院大气物理研究所研究员、博士生导师。